# بردية PERF 558
بردية PERF 558 هي أقدم بردية عربية ثنائية اللغة باقية حتى عصرنا الحالي، وُجدت في إهناسيا في مصر، وهي أيضًا أقدم نص عربي يستخدم التأريخ الإسلامي، ويرجع تاريخه إلى 643ه. تتكون البردية من جزء من إيصال ضريبي ثنائي اللغة عربي - يوناني، أو كما هو موضح "مستند يتعلق بتسليم الأغنام إلى المغاريين وغيرهم من الأشخاص الذين وصلوا المدينة، كضرائب على الدفعة الأولى".
جمع الأرشيدوق النمساوي راينر فرديناند بعد التنقيب البردية التي تبرع بها للمكتبة الوطنية النمساوية في عام 1899. وضعت هيئة المتحف البردية في مجموعة بردية راينر ارزيروغ. نشر أدولف جروهمان هذا النص في عام 1932، ونشره أيضًا ديميري ورومر في عام 2009.

## سمات البردية

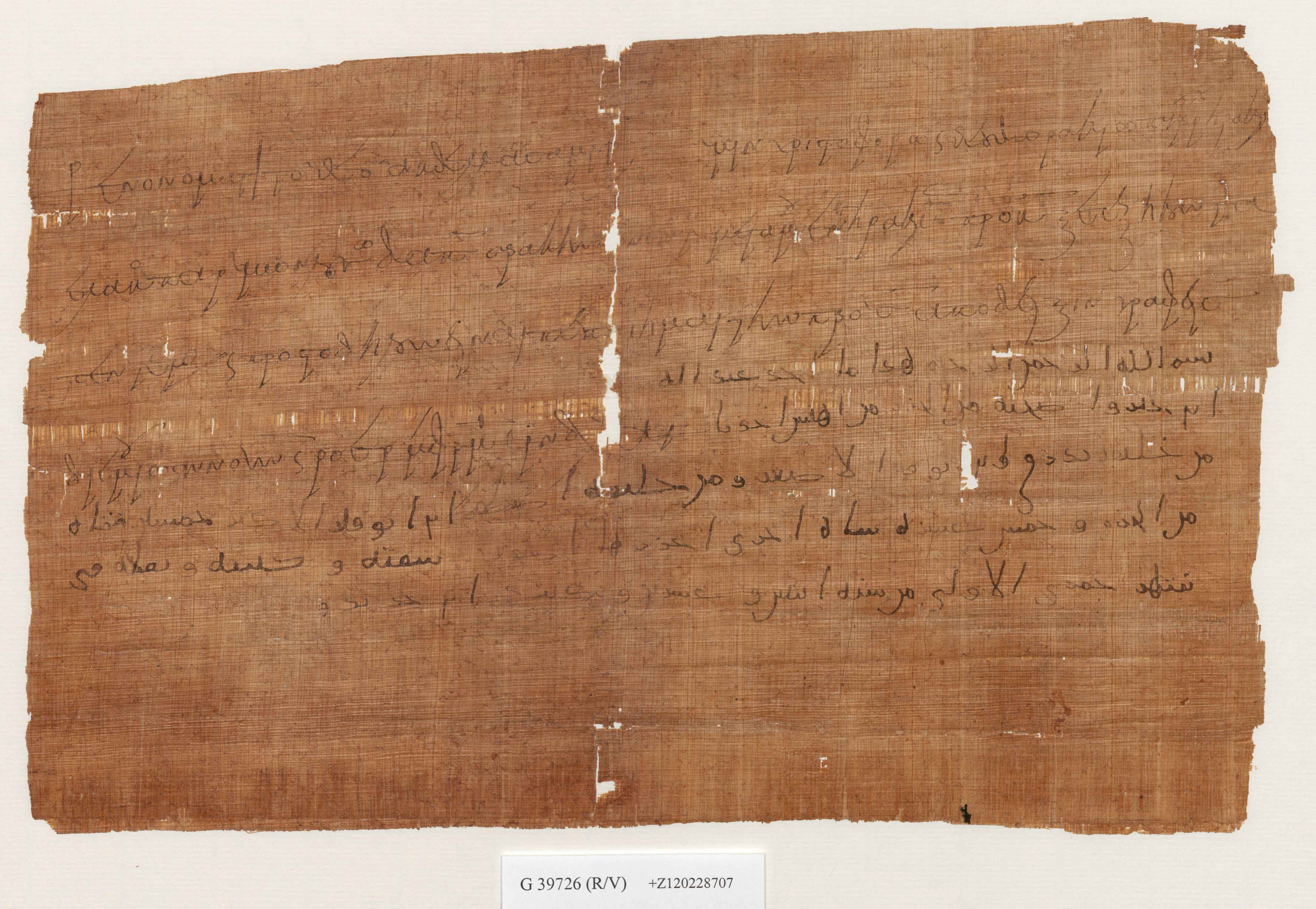
PERF 558, وجه البردية

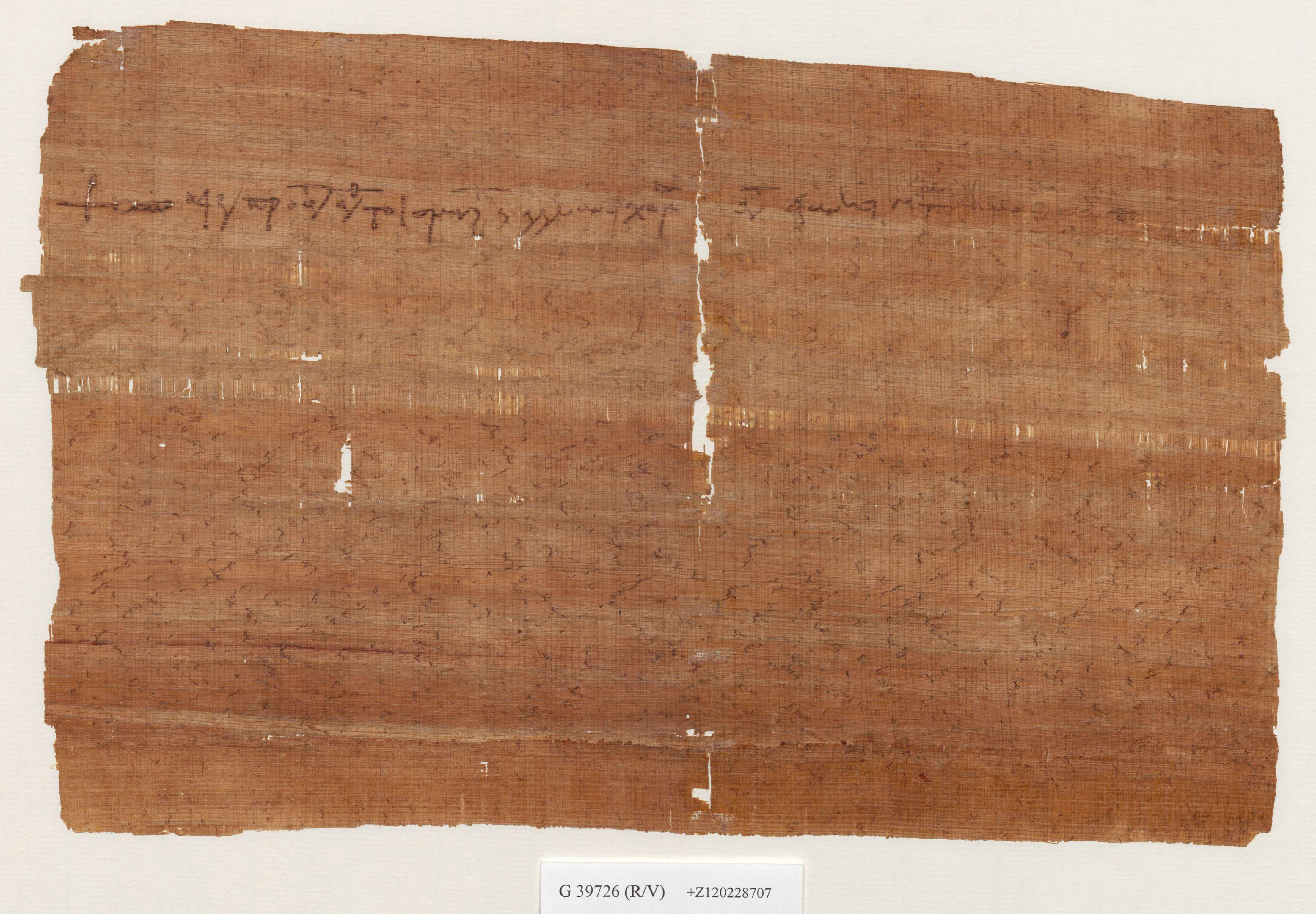
PERF 558, الجهة الخلفية

- أول استخدام موثق للنقاط الواضحة التي أصبحت سمة أساسية للأبجدية العربية.
- يبدأ بالصيغة اليونانية "ev onomati tou teou" (باسم الرب) بعد إشارة الصليب.
- تسجل البرية التاريخ باستخدام التقويم الإسلامي (يوم غير محدد في شهر جمادى الأولى، سنة 22 هـ) والتقويم القبطي (30 بارمودة، الإندكتيون الأول)، الموافق 25 أبريل 643 حسب التقويم اليولياني.
- يسمي العرب في اليونانية"Magaritae" والذي يعني المهاجر، وهو مصطلح يعتقد أنه مشتق من اللغة العربية التي غالبًا ما كانت تستخدم في أقدم المصادر غير الإسلامية، كما يطلقون عليهم أيضًا اسم السراسنة.

## نصال
أُضيفت النقاط والهمزات؛ والإملاء غير مصحح بخلاف ذلك.
1. بسم الله الرحمن الرحيم هذا ما اخذ عبد اله بسم الله الرحمن الرحيم. وهذا ما عبد الله.
2. [ابن جبر واصحبه من الجزر من اهنس] أخذ ابن جبر ورفاقه ذبح الغنم في هيراكليوبوليس
3. من خليفة تدراق ابن ابو قير الاصغر ومن خليفة اصطفر ابن ابو قير الأكبر خمسين شاة [من ممثل ثيودوراكيوس (تدراق) الابن الثاني لأبا كيروس (أبو قير) ومن بديل كريستوفوروس (استوفور) الابن الأكبر لآبا قيروس (أبو قير) خمسون شاة]
4. الجزر وخمس عشرة شاة اخرى اجزرها اصحاب سفنه وكتئبه وثقلاءه في [ذبح وخمسة عشر شاة اخرى. أعطاهم للذبح لطاقم سفنه، وكذلك سلاح الفرسان والمشاة المفطاة صدورهم في]
5. شهر جمدى الأولى من سنة اثنين وعشرين وكتبه ابن حديدو [شهر جمادى الأول في العام الثاني والعشرين. بقلم ابن حديدو. ]

## التاريخ
تتيح هذه البردية توثيق وجود المخطوطات الثنائية بوجود اللغة العربية. وبالفعل فإن اسم ابن أبو قير لا يتوافق مع اللغة العربية الفصحى، فهذا الاسم هو تعريب الاسم اليوناني ابا كيروس. يرى بيير لارشر إن هذا ليس أثرًا لأسلوب قديم يتطور نحو شكل "عربي جديد"، ولكن على العكس من ذلك، يهر أثر السياسة اللغوية لعبد الملك التي تجعل اللغة العربية هي اللغة الرسمية، ويضفي الطابع الكلاسيكي اللغة العربية ويروج للخط العربي القديم. ولم يظهر ابن أبو قير على أنه خطأ إلا في وقت لاحق.

## فهرس
- Larcher، Pierre (يناير 2014). "Reviews: Lejla Demiri and Cornelia Römer". Arabica. ج. 61 ع. 1–2: 186–189. DOI:10.1163/15700585-12341273. JSTOR:43306362..
- Larcher، Pierre (2010). "In Search of a Standard: Dialect Variation and New Arabic Features in the Oldest Arabic Written Documents". Proceedings of the Seminar for Arabian Studies. ج. 10: 103–112. JSTOR:41224045..

## روابط خارجية
- PERF رقم 558